# Gare de Burst
La gare de Burst, (en néerlandais : station Burst), est une gare ferroviaire belge des lignes, 89, de Danderleeuw à Courtrai et 82, d'Alost à Burst. Elle est située à Burst, section de la commune d'Erpe-Mere, dans la province de Flandre-Orientale en Région flamande.
C'est une gare de la Société nationale des chemins de fer belges (SNCB) desservie par des trains InterCity (IC), Suburbains (S) et d'heure de pointe (P).

## Situation ferroviaire
Établie à 45 mètres d'altitude, la gare de Burst est située au point kilométrique (PK) 11,558 de la ligne 89, de Danderleeuw à Courtrai, entre les gares d'Ede et de Terhagen.
Gare de bifurcation, Burst est également la gare terminus, située au PK 10,529, de la ligne 82, d'Alost à Burst (voie unique), après la gare de Bambrugge.

## Histoire

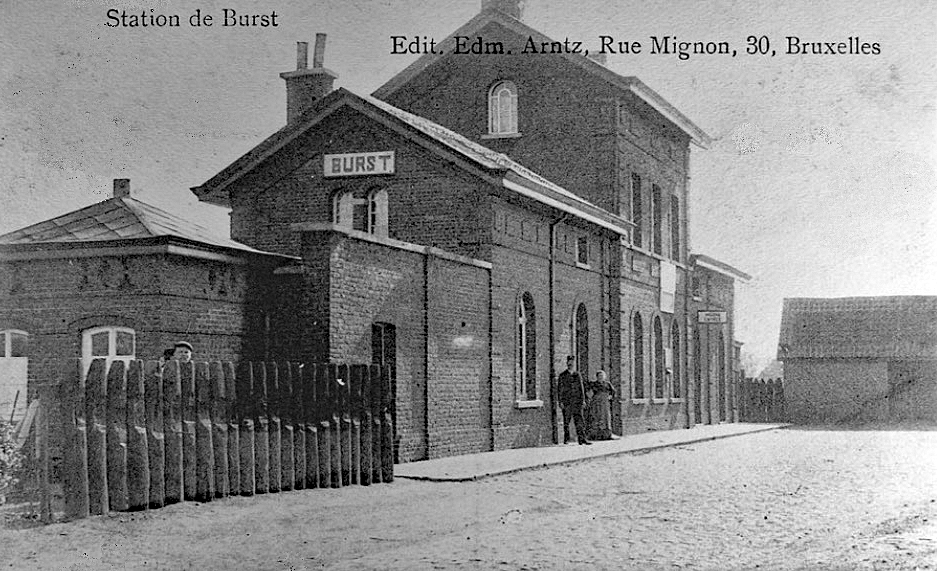
Le bâtiment voyageurs vers 1900.

La gare de Burst est mise en service le 14 décembre 1868, lors de l'ouverture à l'exploitation de la ligne d'Audenarde à Denderleeuw, pour les services voyageurs et marchandises.
Burst devient une gare de bifurcation le 1er juin 1876, lorsque l'Administration des chemins de fer de l'État belge ouvre à l'exploitation La « section d'Alost à Burst du chemin de fer direct d'Anvers à Douai », avec l'unique station intermédiaire « d'Erpe-Meir ». Le service mis en place, qui dessert la station intermédiaire, est quotidiennement : de deux trains, dans chaque sens, sur la relation Alost - Sottegem et un train, dans chaque sens sur la relation Alost - Burst.
En mars 1980 la gare est fermée au service des marchandises.
À l'automne 2008, un parking de soixante nouvelles places est créé, portant le nombre de places de stationnement disponibles à 420. Néanmoins pour satisfaire la demande il faudrait un total de 600 places. En 2012, des voyageurs s'insurgent contre la fermeture du guichet, Bert Anciaux fait remonter la doléance au Sénat par une question écrite. La réponse du groupe SNCB justifie cette fermeture par le manque d'importance des transactions à ce guichet, pour que ce service soit viable il faut un minimum de cent ventes par mois et a Burst le maximum était de 75.

## Service des voyageurs

### Accueil
Gare SNCB, elle dispose d'un bâtiment voyageurs avec un automate pour l'achat de titres de transport. Des aménagements et services sont disponibles pour les personnes en situation de handicap. Un passage sous voies permet l'accès au quai central et le passage d'un quai à l'autre.

### Desserte
Burst est desservie par des trains InterCity (IC), Suburbains (S) et d'heure de pointe (P) (voir brochure SNCB de la ligne 89).
En semaine, la desserte cadencée à l'heure est constituée de trains IC-13 Courtrai - Zottegem - Burst - Denderleeuw - Schaerbeek, S3 Zottegem - Bruxelles-Central - Termonde et S8 Zottegem - Etterbeek - Louvain-la-Neuve, renforcés aux heures de pointe par :
- un unique train P d'Audenarde à Schaerbeek (Bruxelles) ;
- deux trains P de Courtrai à Schaerbeek, le matin, et trois Schaerbeek-Courtrai l'après-midi ;
- deux trains S3 supplémentaires de Zottegem à Schaerbeek, le matin, retour l'après-midi.

Les week-ends et jours fériés, Burst est seulement desservie par des trains et S3 entre Zottegem et Schaerbeek.

Voies, quais et desserte
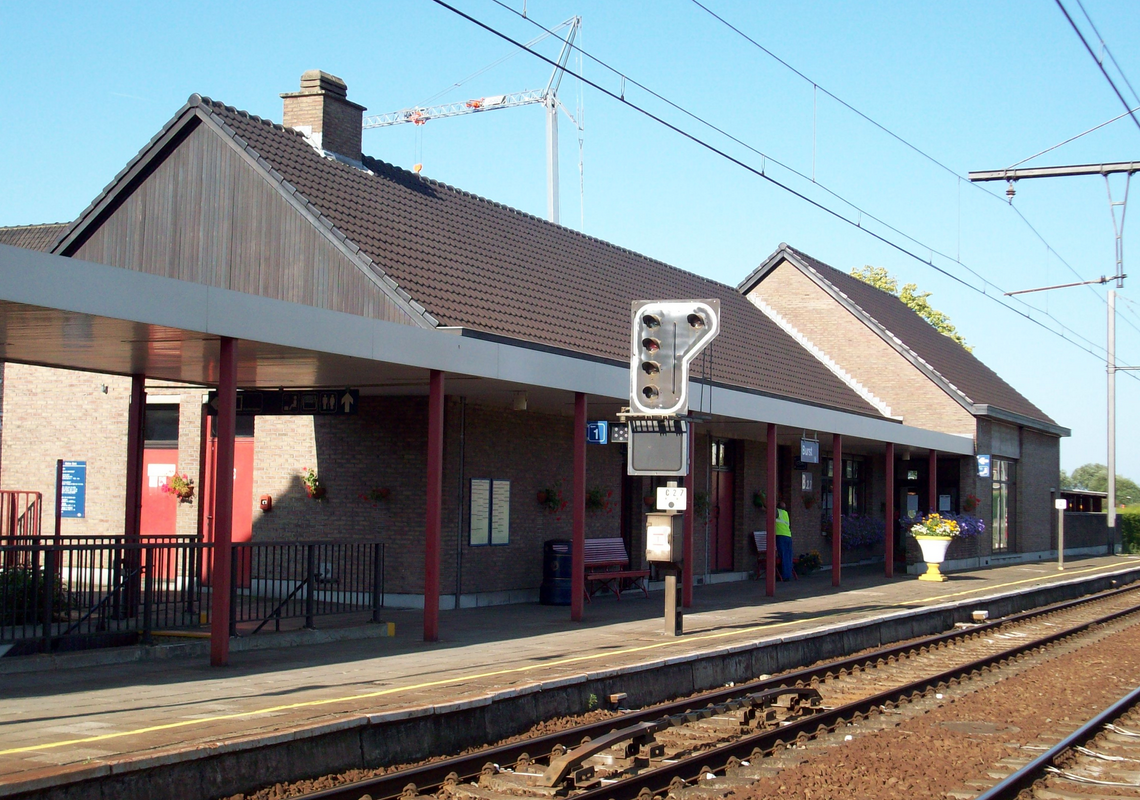
Quai latéral (2009).
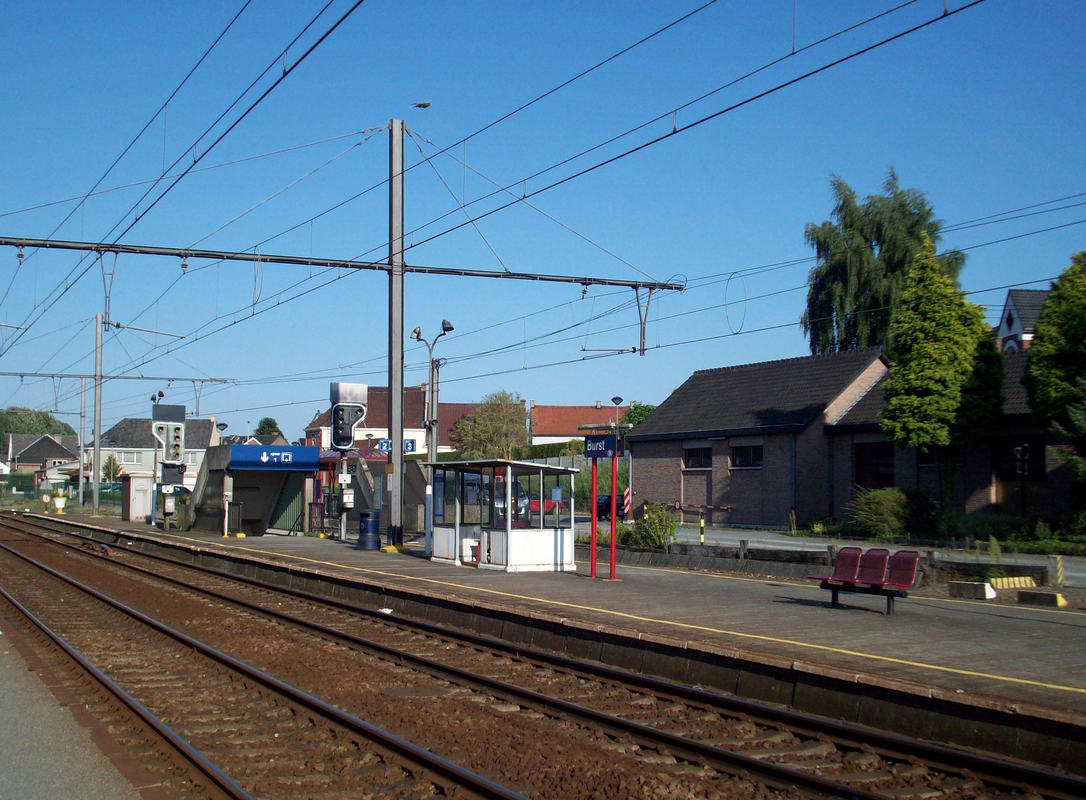
Quai central (2009).
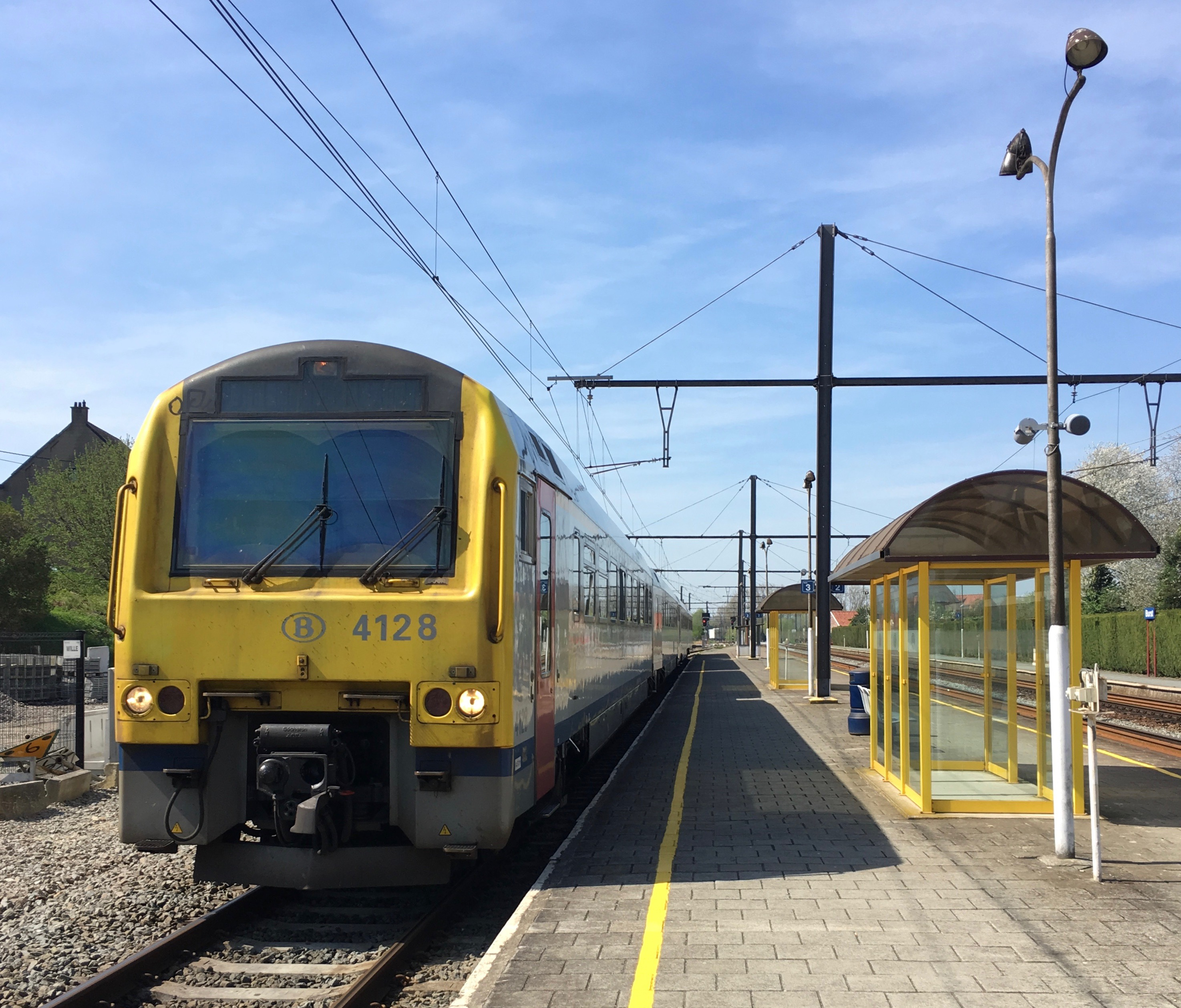
Desserte (2018).
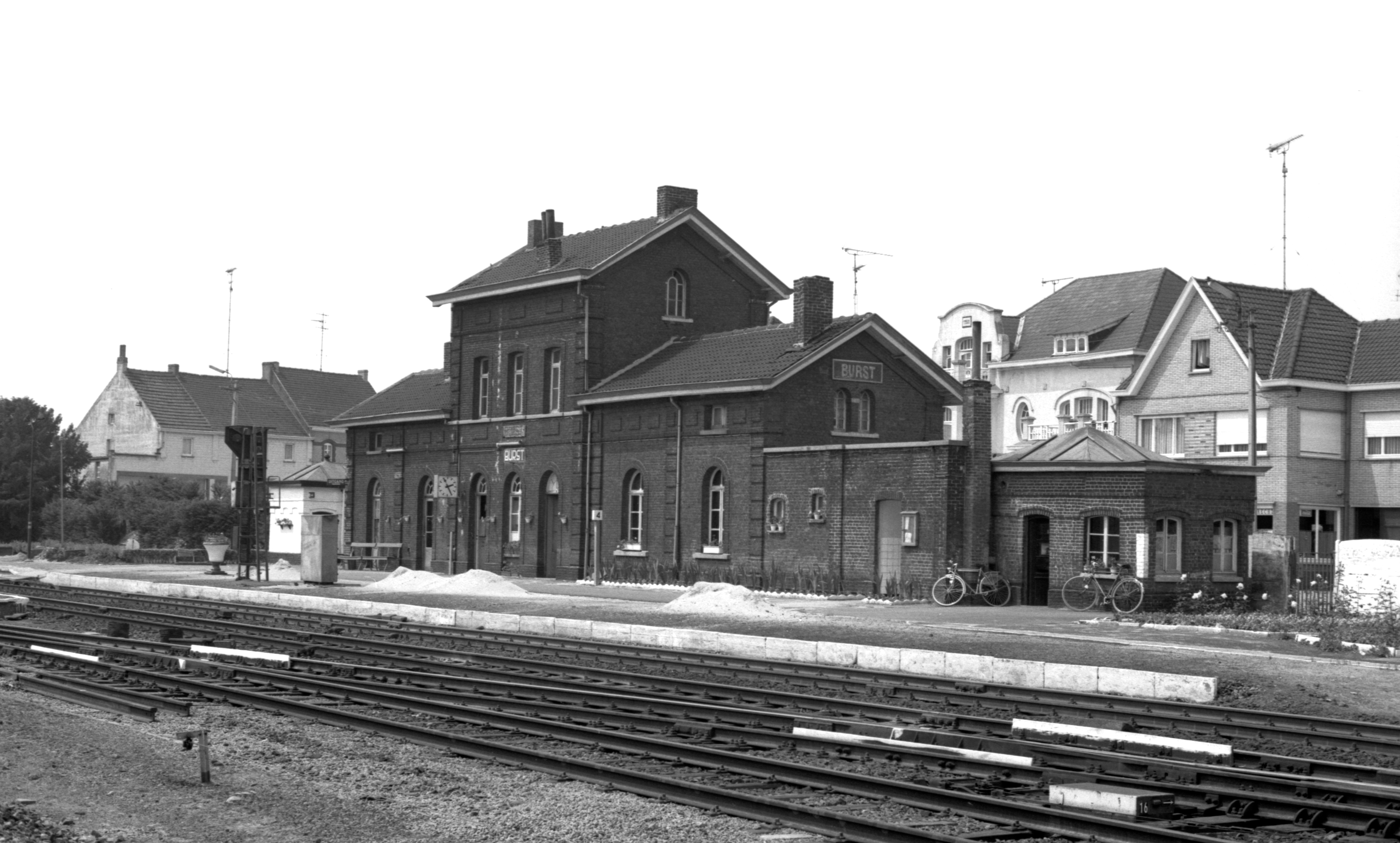
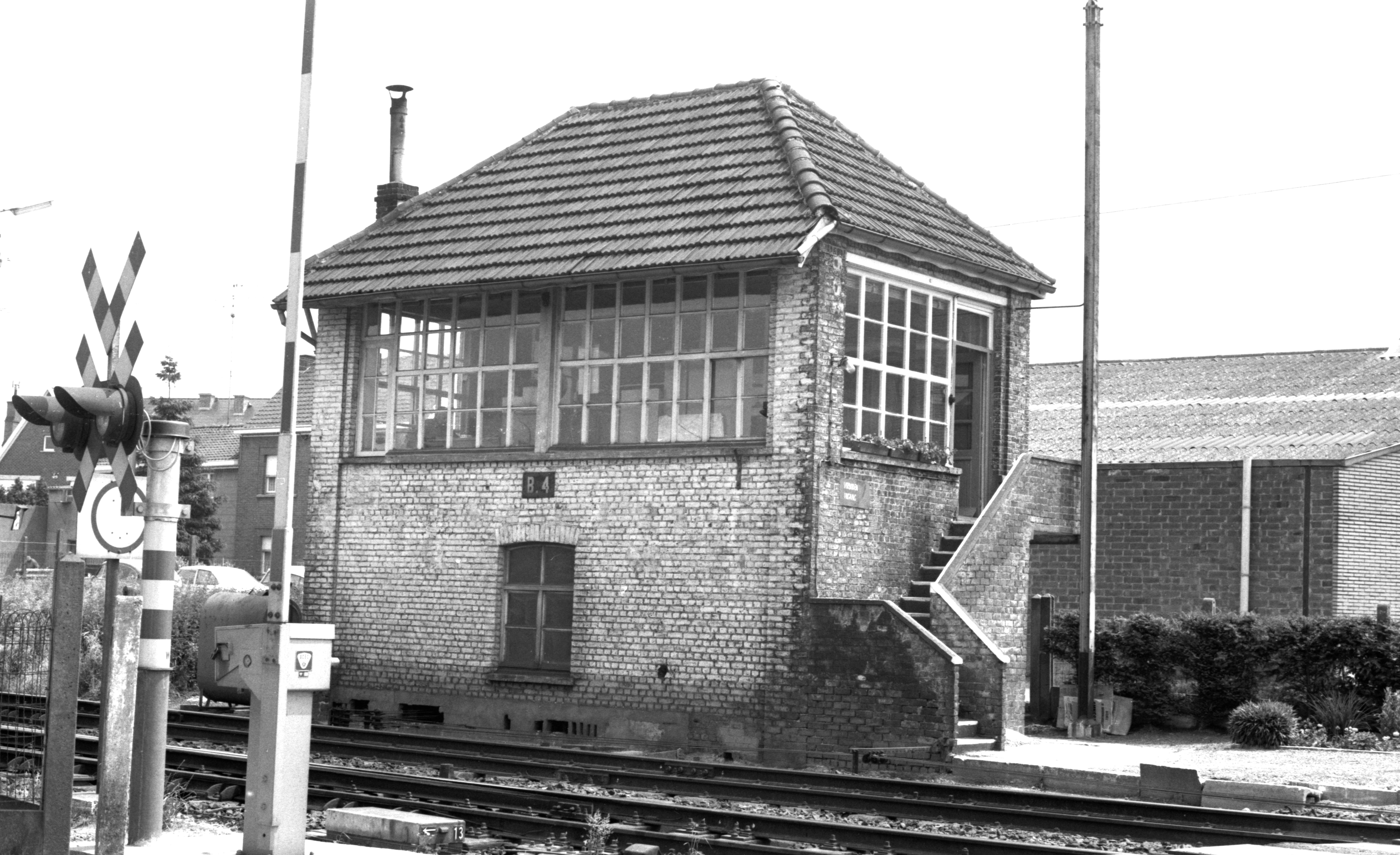

### Intermodalité
Un parc pour les vélos et un parking pour les véhicules y sont aménagés.
À proximité un arrêt est desservi par des bus des lignes 84 et 93.

## Comptage voyageurs
Ce graphique et tableau montre le nombre de voyageurs embarquant en moyenne durant la semaine, le samedi et le dimanche.
| Nombre de passagers qui embarquent à la gare de Burst | Nombre de passagers qui embarquent à la gare de Burst | Nombre de passagers qui embarquent à la gare de Burst | Nombre de passagers qui embarquent à la gare de Burst |
|                                                       | Semaine                                               | Samedi                                                | Dimanche                                              |
| ----------------------------------------------------- | ----------------------------------------------------- | ----------------------------------------------------- | ----------------------------------------------------- |
| 1977                                                  | 1 684                                                 | 163                                                   | 73                                                    |
| 1978                                                  | 1 754                                                 | 112                                                   | 73                                                    |
| 1979                                                  | 2 013                                                 | 129                                                   | 65                                                    |
| 1980                                                  | 1 741                                                 | 37                                                    | 66                                                    |
| 1981                                                  | 1 675                                                 | 158                                                   | 73                                                    |
| 1982                                                  | 1 606                                                 | 79                                                    | 92                                                    |
| 1983                                                  | 1 656                                                 | 75                                                    | 64                                                    |
| 1984                                                  | 1 485                                                 | 79                                                    | 70                                                    |
| 1985                                                  | 1 355                                                 | 97                                                    | 105                                                   |
| 1986                                                  | 1 333                                                 | 90                                                    | 46                                                    |
| 1987                                                  | 1 323                                                 | 92                                                    | 61                                                    |
| 1988                                                  | 1 309                                                 | 61                                                    | 42                                                    |
| 1989                                                  | 1 289                                                 | 47                                                    | 41                                                    |
| 1990                                                  | 1 180                                                 | 55                                                    | 42                                                    |
| 1991                                                  | 1 245                                                 | 43                                                    | 44                                                    |
| 1992                                                  | 1 236                                                 | 43                                                    | 38                                                    |
| 1993                                                  | 1 215                                                 | 43                                                    | 36                                                    |
| 1994                                                  | 1 170                                                 | 68                                                    | 55                                                    |
| 1995                                                  | 1 131                                                 | 66                                                    | 64                                                    |
| 1996                                                  | 1 179                                                 | 95                                                    | 57                                                    |
| 1997                                                  | 1 247                                                 | 101                                                   | 95                                                    |
| 1998                                                  | 1 395                                                 | 125                                                   | 92                                                    |
| 1999                                                  | 1 219                                                 | 117                                                   | 97                                                    |
| 2000                                                  | 1 210                                                 | 108                                                   | 91                                                    |
| 2001                                                  | 1 298                                                 | 98                                                    | 94                                                    |
| 2002                                                  | 1 162                                                 | 107                                                   | 100                                                   |
| 2003                                                  | 1 177                                                 | 111                                                   | 87                                                    |
| 2004                                                  | 1 085                                                 | 112                                                   | 74                                                    |
| 2005                                                  | 1 212                                                 | 128                                                   | 108                                                   |
| 2006                                                  | 1 300                                                 | 120                                                   | 117                                                   |
| 2007                                                  | 1 210                                                 | 113                                                   | 116                                                   |
| 2008                                                  | -                                                     | -                                                     | -                                                     |
| 2009                                                  | 1 003                                                 | 107                                                   | 121                                                   |
| 2010                                                  | -                                                     | -                                                     | -                                                     |
| 2011                                                  | -                                                     | -                                                     | -                                                     |
| 2012                                                  | 889                                                   | 147                                                   | 69                                                    |
| 2013                                                  | 882                                                   | 90                                                    | 91                                                    |
| 2014                                                  | 848                                                   | 116                                                   | 79                                                    |
| 2015                                                  | 1 063                                                 | 113                                                   | 124                                                   |
| 2016                                                  | 953                                                   | 130                                                   | 97                                                    |
| 2017                                                  | 953                                                   | 128                                                   | 98                                                    |
| 2018                                                  | 980                                                   | 124                                                   | 135                                                   |
| 2019                                                  | 927                                                   | 128                                                   | 110                                                   |
| 2020                                                  | 473                                                   | 88                                                    | 89                                                    |
| 2021                                                  | -                                                     | -                                                     | -                                                     |
| 2022                                                  | 1 052                                                 | 208                                                   | 191                                                   |
| 2023                                                  | 1 168                                                 | 110                                                   | 113                                                   |
| 2024                                                  | 1 139                                                 | 211                                                   | 199                                                   |